# Xiphos
Das Xiphos (altgriechisch ξίφος xíphos, deutsch ‚Degen, Schwert‘) ist ein Schwert aus dem antiken Griechenland. Die Schneide war etwa 60 Zentimeter lang und eine Vorstufe des römischen Gladius. Das Xiphos war die Hauptwaffe griechischer Armeen neben dem Speer, insbesondere dem Xyston, und wurde nach Wurf oder Verlust des Speers eingesetzt. Das gerade, zweischneidige Schwert war sowohl als Hieb- als auch als Stichwaffe zu benutzen.

## Beschreibung
Das Xiphos hat eine zweischneidige, blattförmige Klinge. Die Klinge wird vom Heft zur Mitte hin breiter und verschmälert sich wieder zum Ort hin. Sie hat einen Mittelgrat, der über die gesamte Klinge läuft. Das Heft besteht aus Holz oder Horn. Das Xiphos wurde von griechischen Armeen benutzt. Die Klingenform ähnelt sehr stark den Gündlingen-Schwertern der Hallstatt-Kultur (Hallstattschwert).